# 왹사르피외르뒤르

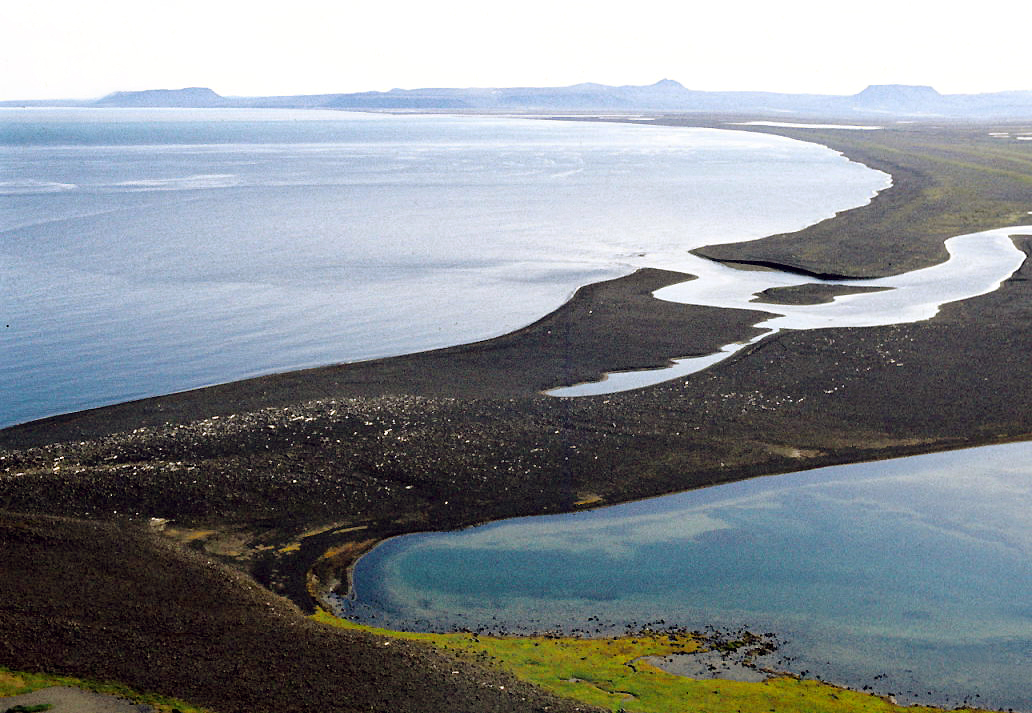
외크사르피외르뒤르의 모습

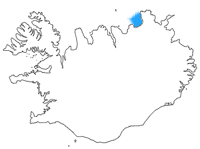
왹사르피외르뒤르의 위치

왹사르피외르뒤르(아이슬란드어: Öxarfjörður)는 아이슬란드 북동부에 위치한 피오르이다. 티외르네스반도와 멜라카슬레타반도 사이에 위치해 있다.

## 지리
왹사르피외르뒤르는 서쪽과 동쪽으로 산맥과 갸우스티키 용암대지, 남쪽으로는 요쿨사아푤룸강에 의해 퇴적된 사구로 둘러싸여 있다. 이 지역의 유일한 마을은 인구 130명의 코파스케르이다. 산두르에는 비킹가바튼호와 스캬울프타바튼호라는 두 개의 큰 호수가 있는데 , 후자는 1976년 발생한 지진으로 인해 형성되었으며, 이 지진으로 인해 왹사르피외르뒤르 지역의 일부 주택이 파괴되는 등의 피해를 입었다.

## 경제
왹사르피외르뒤르의 주요 산업은 주로 양 사육이다. 양 농장의 규모는 겨울에 100~1,000마리 사이이다. 6월에서 9월 사이, 농장주들은 양을 방목한다. 어업과 관광업도 주요 산업 중 하나이다. 어민들은 코파스케르항에서 출발하는 어선에서 일하며, 연어, 넙치, 송어를 양식하는 두 개의 양식장이 있다. 왹사르피외르뒤르의 전력은 대부분 지열 발전으로 생산된다. 지열 에너지는 인근의 온천에서 생산된다.

### 관광
왹사르피외르뒤르에는 아이슬란드의 4개 국립공원 중 하나인 외퀼사울글류퓌르 국립공원이 위치해 있다. 외퀼사울글류퓌르 국립공원 북쪽에는 데티포스가 있는데, 데티포스는 연평균 유량이 초당 193m³에 달하는 유럽에서 가장 유량이 큰 폭포이다. 데티포스 상류에는 현무암 기둥이 특징인 분화구들이 늘어선 흘료다클레타르가 위치해 있다.

## 같이 보기
- 코파스케르
- 멜라카슬레타반도